# Inger-Johanne Tveter
Inger-Johanne Tveter er en norsk håndboldspiller. Hun spillede 67 kampe og scorede 47 mål for Norges håndboldlandshold mellem 1966 og 1974. Hun deltog også under VM 1971 og 1973.